# ادیگان (جمهوری آلتای)
ادیگان (به لاتین: Edigan) یک منطقهٔ مسکونی در روسیه است که در جمهوری آلتای واقع شده‌است.